# Andrew Jackson Grayson
Andrew Jackson Grayson (1819 - 1869) fue un militar, artista y ornitólogo estadounidense. Nació el 20 de agosto de 1819 en Luisiana y murió el 17 de agosto de 1869 en Mazatlán por un ataque de paludismo.
Grayson fue el autor de Birds of the Pacific Slope (1853-69), que se considera el complemento a la obra de John James Audubon Birds of America.

## Biografía
Su padre poseía una plantación de algodón y el joven Grayson creció lejos de cualquier escuela, pasando su tiempo en la naturaleza donde observaba la fauna. No fue hasta la edad de dieciocho años cuando se construyó una escuela cerca de su casa y empezó a asistir a las pobres clases que allí se impartían. Un día fue duramente castigado por haber dibujado durante las clases y su padre lo envió entonces al St. Mary's College de Saint Louis con la prohibición de estudiar arte.
Un año después de su regreso del colegio, su padre murió. Grayson invirtió entonces su pequeña herencia en un comercio, pero pasaba el tiempo recorriendo el campo y pronto se arruinó. Junto con su esposa, Frances J. Timmons y después del nacimiento de su único hijo, deciden trasladarse a California. Salió el 15 de abril de 1846. El viaje se hizo difícilmente y el convoi en el que viajaban fue asaltado por unos amerindios, Grayson tuvo que abandonar su carroza con el fin de pasar las montañas. Llegó a California el 12 de octubre de 1846.
Nada más llegar se alistó en el ejército de John Charles Frémont (1813-1890) y, tras una honorable carrera, terminó con el rango de coronel. Después de la guerra, se embarcó en varios proyectos comerciales en San Francisco y otras ciudades pero abandonó rápidamente cada uno de los proyectos. Fundó una ciudad con el nombre de Graysonville en febrero de 1850 pero las actividades mineras y el comercio del que dependía decayeron rápidamente. 

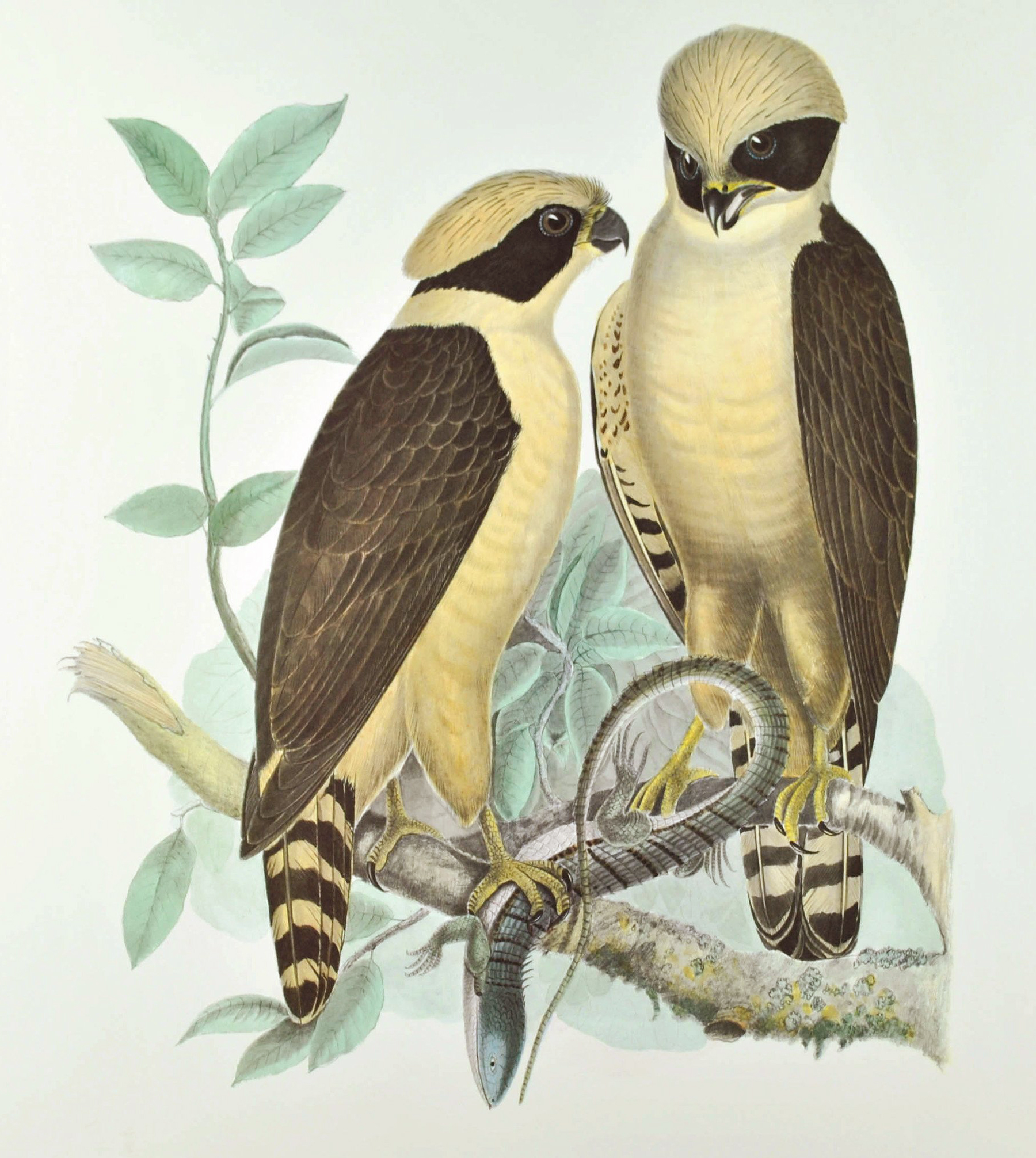
Pintura de halcones (Herpetotheres cachinnans), de Birds of the Pacific Slope, Andrew Jackson Grayson (1819–1869).

En septiembre de 1853, descubrió los Birds of America de John James Audubon (1785-1851). Se dio cuenta entonces de que ese era el camino que quería seguir y se fijó como objetivo realizar una obra similar dedicada a los pájaros del oeste de Norteamérica. Se mudó entonces a San José donde empezó a aprender por su cuenta a dibujar, a pintar y a preparar los especímenes.
En 1855, presentó en la segunda feria anual de Sacramento sus tres primeras pinturas de pájaros. Recibió la medalla de plata. A pesar de algunas publicaciones, estaba decepcionado por no ganarse bien la vida. Tuvo que venderlo todo pero su casa y sus tierras ya estaban hipotecadas.
En marzo de 1857, se embarcó con su mujer rumbo a México. Era pobre pero tenía en mente un gran proyecto: estudiar los pájaros del oeste de México y hacerlos aparecer en sus pinturas. Pero su barco naufragó en la costa mexicana y perdió sus dibujos así como su material de pintura.
Encontró un trabajo en la costa, lo que le permitió sobrevivir y poder ahorrar para volver a los Estados Unidos. En su regreso a San Francisco, se vio obligado a vender los especímenes que se había traído de México. Algunos de ellos llegaron a la Smithsonian Institution y fueron estudiados por Spencer Fullerton Baird (1823-1887).
Se instaló en 1859 en Mazatlán (México) donde vivió diez años. En 1866, Grayson obtuvo del emperador Maximiliano I (1832-1867) y de su esposa, la emperatriz Carlota (1840-1927), una audiencia. Interesado por este hombre entusiasta y sus proyectos, el emperador decidió que Grayson debía recibir una subvención de 200 dólares al mes para llevar a cabo su proyecto de fauna de pájaros del país. Pero el emperador fue ejecutado al año siguiente y el contrato se rompió. Por las mismas fechas, el hijo de Grayson también falleció.
A pesar de todo siguió trabajando pero contrajo el paludismo durante un viaje a las islas Isabel y murió en 1869.
Tras su muerte, la viuda de Grayson intentó publicar sus notas y sus dibujos, pero una vez más este proyecto fracasó. Sus pinturas, sus notas y sus diarios fueron finalmente donados por su viuda a la biblioteca Bancroft de la Universidad de California hacia 1879